# Lori de barbeta vermella
El lori de barbeta vermella (Charmosyna rubrigularis) és una espècie d'ocell de la família dels psitàcids que habita la selva humida de l'illa de Karkar, propera a la costa nord-est de Nova Guinea, i a l'arxipèlag de Bismarck.